# Kibutz

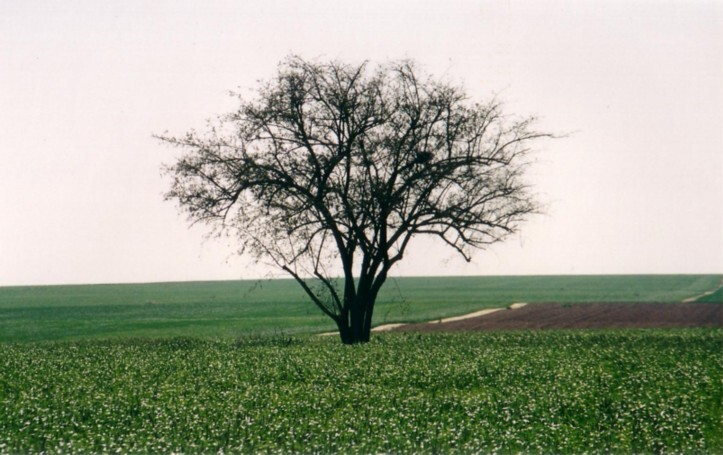
Campo de trigo no kibutz En Hashlosha

O kibutz [quibúts] (hebraico: קיבוץ; plural: kibutzim: קיבוצים, "reunião" ou "juntos") é uma comunidade agrária coletiva israelita inicialmente utópica, sem uso de meios de produção privativos, uma coletividade comunitária voluntária baseada nos princípios do sionismo trabalhista (combinação de socialismo e sionismo). Comunidade para proteção da crescente onda de antissemitismo na Europa na época.
Apesar de existirem empresas comunais (ou cooperativas) em outros países, em nenhum outro lugar esse tipo desempenharam papel tão importante como em Israel, com função essencial na criação do Estado judeu.
Os kibutzim são considerados uma experiência única de Israel, e parte de um dos maiores movimentos comunais seculares na história. Fundados em um momento que a lavoura individual não era prática. Forçados pela necessidade de vida comunal e inspirados por ideologia socialista, os membros do kibutz desenvolveram modo de vida em comunidade que atraiu interesse mundial.
Enquanto que os kibutzim foram durante várias gerações comunidades utópicas, atualmente são semelhantes as empresas capitalistas, às quais supostamente seriam alternativa. Onde alguns são adicionalmente contratados trabalhadores externos (que vivem fora da esfera comunitária) e que recebem salários.
Os kibutzim forneceram a Israel uma parte desproporcionalmente importante dos seus líderes intelectuais, políticos e militares. Apesar de o movimento dos kibutzim nunca ter excedido 7% da população de Israel, poderá ter contribuído, como poucas instituições em Israel, para cunhar a identidade cultural do país.
Historicamente, com a colonização do Estado israelense, criado pela Organização das Nações Unidas em 1948, os kibutzim também exerceram importante papel estratégico militar quando dos primeiros conflitos árabes-israelenses, funcionando como bases avançadas, pois os colonos com treinamento militar e armamentos combateram o oponente até ocorrer a intervenção do Tzahal (exército israelense).

## Origens e história
As condições de vida do Império Russo na virada do século XIX para o século XX eram ruins para todos os súditos, mas ainda piores para os judeus. Causar a emigração de um terço dos judeus, o batismo de outro terço e a morte por inanição do terço restante era um objetivo oficial do Império[carece de fontes?]. Com a exceção de uma minoria de ricos, os judeus eram obrigados a viver na região fronteiriça chamada de cherta osedlosti (ou região de assentamento); e, mesmo dentro dessa, não podiam morar em cidades grandes como Kiev, ou tampouco em vilarejos com menos de 500 habitantes. Para aqueles que se aventuravam a chegar à capital Moscou, a polícia local estabeleceu recompensa para a captura de um judeu com valor equivalente à da captura de dois ladrões. (Dubrow, Vol III)
O número de judeus convocados para o exército do tzar era desproporcionalmente alto. Enquanto em outros países todos os militares eram tidos como dignos de honrarias, esses soldados judeus eram vítimas de profunda discriminação. Por exemplo, ainda que o serviço militar os levasse para longe da cherta osedlosti ou até mesmo para o extremo oriente russo, esses soldados eram obrigados a retornar para a região de assentamento quando em dispensa. Além disso, durante a Guerra Russo-Japonesa, vários juízes ucranianos aproveitaram-se da ausência dos soldados judeus para livrar-se de suas famílias, baseando-se em uma lei que permitia a expulsão de famílias judias sem um chefe homem que lhes garantisse o sustento. Essa última agressão foi de fato tão extremada que o governo russo opôs-se a ela; mas os termos da reprimenda do general Vyacheslav Plehve a seus subordinados eram claramente discriminatórios: "as famílias dos judeus convocados devem ser deixadas onde estão "até o fim da guerra" (ibidem)"
A ameaça aos judeus cresceu após a posse do tzar Alexandre III (1881–1894). O seu governo não só permitia, mas mesmo estimulava as agressões a seus vizinhos judeus por parte dos lavradores insatisfeitos. As chamadas "Leis de Maio", promulgadas pelo imperador em maio de 1882, estabeleceram regras de convivência, que proibiram a moradia de judeus em cidades com menos de 10 mil habitantes — expulsando várias famílias que há várias gerações viviam no mesmo lugar — e estabeleceram cotas que impediram o acesso de elevado número de judeus a universidades e profissões. Era portanto especialmente forte a repressão aos judeus na Rússia da virada do século XIX. As reações dos judeus a essas dificuldades foram variadas: envolveram-se na luta pelo socialismo no país; ou emigraram para o ocidente; ou mantiveram-se ortodoxos, ignoraram os problemas à sua volta; ou buscaram ser assimilados pela sociedade russa; ou tornaram-se partidários do sionismo, movimento político-social, cuja ideia central era construir uma nação judaica na terra em que o judaísmo nasceu, a Palestina (ou Eretz Israel).
Até então, os judeus que migravam para a Palestina o faziam ou em idade avançada para lá morrer, ou iam na juventude para participar nas yeshivás (local de estudo do talmud/torá) ao redor de Jerusalém e Hebron. Em ambos os casos a migração era por motivação religiosa (e não político-social). e esses indivíduos, não se sustentavam do próprio trabalho, viviam de doações de judeus de outras paragens (doações chamadas chaluká).
Já o movimento sionista — não obstante suas profundas raízes na história judaica — só passou a ser uma força significativa por volta da década de 1880. Quando cerca de 5 mil famílias, oriundas principalmente do sul da Rússia, mudaram-se para a Palestina com a intenção de lá viver e de trabalhar com a lavoura, ao invés de estudar, dessas quais algumas sobreviviam com doações do Barão Rothschild,  banqueiro e político britânico. Essa primeira leva de judeus dispostos a viver uma vida normal na Palestina recebeu o nome de "Primeira Aliá", e seus membros foram chamados de "Biluim". No final do século XIX, cerca de 50 mil judeus já viviam na Palestina, porém a maioria ainda sobrevivia dependendo do dinheiro chaluká. Nesse período também ocorreu a consolidação do sionista na Europa com os movimentos nacionalistas.
Neste ponto, é importante observar que o trabalho na terra é componente importante do sionismo. É bastante difundida a ideia de que esse era um movimento de cunho nacionalista. Deve-se notar, no entanto, que sua componente econômica pregava o retorno ao cultivo da terra como principal ocupação dos judeus, substituindo assim as ocupações típicas dos judeus europeus: possuir pensões e lojas de penhora, praticar "comércio pequeno" etc. 

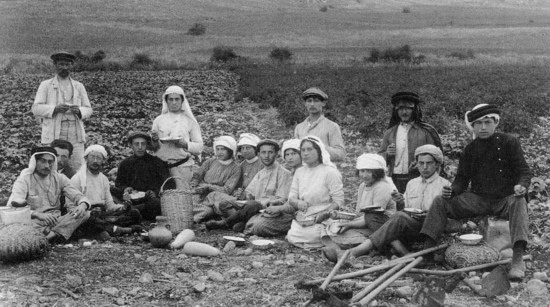
A Primeira Aliá: os assentamentos agrícolas de Biluim nos anos 1880 foram os pioneiros do movimento dos kibutz

De fato, a geração da Primeira Aliá acreditava que a decadência dos judeus da Diáspora era explicada pela aversão desses ao trabalho físico. Não só defendiam que do cultivo da terra palestina adviria a redenção física e espiritual do povo judeu, como chegavam a acreditar que o solo da Palestina tinha o poder mágico de transformar os fracos comerciantes judeus em lavradores nobres e fortes. Uma manifestação dessa crença pode ser vista na edição de 1883 de The London Jewish Chronicle: "os pálidos e curvados comerciantes judeus de alguns meses atrás" tornaram-se "lavradores bronzeados, de mãos calejadas e másculos" (Silver-Brody, 33,36).
Em espírito semelhante ao da "religião do trabalho" exposto acima, o manifesto dos Biluim proclamava orgulhosamente a intenção de "encorajar e fortalecer a imigração e colonização de Eretz Yisrael através da criação de uma colônia agrícola, de base cooperativa social". Afinados com a ideologia sionista (que até então ainda não havia recebido esse nome), os Biluim também exortavam o povo judeu ao renascimento sociopolítico, espiritual e nacional na Palestina.
A esperança dos Biluim de sucesso na lavoura era grande, mas seu entusiasmo era maior do que sua habilidade agrícola. Em apenas um ano, os Biluim já eram dependentes de caridade como os estudantes que os precederam. Mas os Biluim investiam o dinheiro recebido em terras e equipamentos, e as doações — vindas tanto de judeus riquíssimos como o Barão de Rotschild quanto dos "normais" leitores do The London Jewish Chronicle  — permitiram que prosperassem. Suas cidades, Rishon LeZion e Zihron Yaakov, tornaram-se comunidades saudáveis e atraentes. A vitória foi concomitante ao fato de que já na virada do século XIX os imigrantes empregavam árabes em suas terras, ao invés de trabalhá-las eles mesmos (como inicialmente pretendiam). A revolução econômica sionista ainda estava por vir.

## A Segunda Aliá e a fundação dos primeiroskibutzim

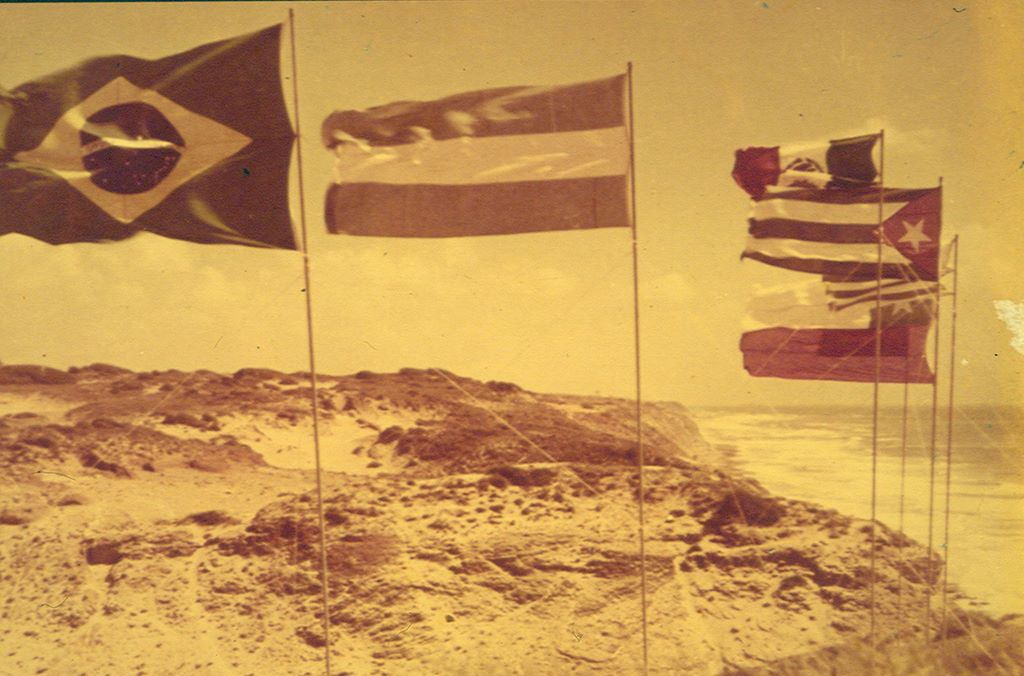
Bandeiras mostrando a origem dos fundadores do kibutz Gaash (1951). Em primeiro plano, a bandeira do Brasil.

Os pogrom surgiram novamente na Rússia nos primeiros anos do século XX. Em 1903 em Kishinev as massas campesinas eram incitadas a agir contra os judeus depois de um massacre que ficou conhecido como o primeiro pogrom de Kishinev. Revoltas aconteceram de novo logo após a derrota da Rússia na Guerra Russo-Japonesa e na Revolução de 1905. A ocorrência de novos pogrom inspiraram a emigração de outra leva de judeus russos. Na década de 1880, a maioria dos emigrantes ia para os Estados Unidos e a minoria, para a Palestina. Era a geração que incluiria os fundadores dos kibutzim
Como os membros da Primeira Aliá que vieram antes deles, a maioria dos membros da Segunda Aliá queria ser fazendeiro na Palestina. Aqueles que viriam a fundar os kibutzim dirigiram-se em primeiro lugar a um dos vilarejos antigos dos Biluim, Rishon LeZion, em busca de trabalho. Os fundadores do primeiro kibutz ficaram moralmente arrasados com o que viram entre os colonos judeus do vilarejo "com seus supervisores judeus, trabalhadores camponeses árabes e guardas beduínos." Viram as novas vilas e recordaram-se dos lugares que haviam deixado no leste europeu. Ao invés do começo de uma comunidade judaica pura, sentiram que haviam visto a recriação da estrutura socioeconômica judaica dos Assentamentos, onde os judeus trabalhavam em empregos limpos, enquanto outros grupos étnicos faziam o trabalho sujo. (Gavron, 19)
Joseph Baratz, que viria a fundar o primeiro kibutz, escreveu acerca de sua época de trabalho em Zihron Yaakov:
| “ | Estávamos suficientemente felizes trabalhando na terra, mas sabíamos com mais certeza que as maneiras dos velhos assentamentos não eram para nós. Esse não era o modo que esperávamos colonizar o país — essa velha maneira com judeus em cima e árabes trabalhando para eles; enfim, pensávamos que não deveria haver empregadores e empregados de forma alguma. Deve haver um jeito melhor. | ” |

Apesar de Joseph Baratz e outros trabalhadores quererem cuidar da terra eles mesmos, tornar-se fazendeiro independente não era uma opção realista em 1909. Como Arthur Ruppin, um proponente da colonização agrícola judaica da Palestina diria mais tarde, "A questão não era se o assentamento coletivo era preferencial ao assentamento individual; era uma das formas de assentamento coletivo ou nenhum assentamento." (Rayman, 12)
A Palestina Otomana era um ambiente duro, que nada se parecia com as planícies russas com as quais os imigrantes judeus estavam familiarizados. A Galileia era pantanosa, os morros rochosos, e o sul do país, o Negueve, era um deserto. Para tornar as coisas ainda mais desafiadoras, a maioria dos primeiros colonos da Segunda Aliá não tinha experiência prévia com agricultura. As condições de saneamento também eram pobres. A malária era mais que um risco, era praticamente uma garantia. Juntamente com a malária, também havia o tifo e a cólera.
Em adição a ter um clima difícil e solo relativamente infértil, a Palestina Otomana era sob alguns pontos de vista um lugar sem leis. Beduínos nômades atacavam frequentemente fazendas e áreas de assentamento. Sabotavam os canais de irrigação e a queima de colheitas também era comum. Viver em coletividades era simplesmente a maneira mais lógica para estar seguro em uma terra que não os desejava.
Acima de considerações de segurança, havia também considerações de sobrevivência econômica. Estabelecer uma nova fazenda na área era um projeto de grande capital e coletivamente os fundadores dos primeiros kibutzim não tinham os recursos para estabelecer algo que durasse, pelo menos independentemente.
Finalmente, a terra que ia ser assentada por Joseph Baratz e seus camaradas foi comprada pela grande comunidade judaica. De todas as partes do mundo, judeus depositavam moedas em pequenas "caixas azuis" para a compra de terras na Palestina. Uma vez que esses esforços foram em nome de todos os judeus da comunidade judaica, não teria feito sentido a compra de suas terras para interesses individuais.
Em 1909, Joseph Baratz e outros nove homens e duas mulheres estabeleceram-se na porção sul do Mar da Galileia próximo a uma vila árabe chamada "Umm Juni." Esses adolescentes haviam até então trabalhado como diaristas (à jorna), drenando pântanos ou como pedreiros, ou como braçais nos antigos assentamentos judaicos. Seu sonho agora era de trabalhar para si mesmos, cuidando da terra. Comprando a gleba de uma família persa residente em Beirute, chamaram sua comunidade de "Degania", em homenagem aos cereais que eles cultivavam ali, pois "Degania" significa grão. Sua comunidade desenvolver-se-ia como o primeiro kibutz.
Os fundadores de Degania trabalharam duramente tentando espalhar a revolução social e reconstruir aquela que consideravam sua terra ancestral. Um pioneiro mais tarde disse: "o corpo está esgotado, as pernas falham, a cabeça dói, o sol queima e enfraquece." Em alguns momentos, metade dos membros do kibutz não podia se apresentar para trabalhar. Muitos homens e mulheres jovens deixaram o kibutz para vidas mais fáceis nas cidades da Palestina judaica ou na Diáspora.
Apesar das dificuldades, os kibutzim cresceram e proliferaram. Em 1914, Degania tinha cinquenta membros. Outros kibutzim foram fundados ao redor do Mar da Galileia e no próximo Vale de Jizreel. Os fundadores de Degania logo a deixaram para tornarem-se apóstolos de agricultura e socialismo para novos kibutzim.

## Oskibutzimdurante o Mandato Britânico
O fim do Império Otomano, logo após a I Guerra Mundial, e o início do Mandato Britânico da Palestina foram bons para os yishuv e os kibutzim.
As autoridades otomanas tinham tornado a imigração para a Palestina difícil para os judeus, pois faziam com que a compra de terras fosse problemática. Isso afetava os muçulmanos e cristãos, para além dos judeus. Os otomanos eram também péssimos administradores.
Apesar da mudança de governo na Palestina, os kibutzim e toda a yishuv cresceu como resultado do aumento do antissemitismo na Europa. Em contraste com a previsão antissionista que os judeus tinham feito antes da I Guerra Mundial, a disseminação de ideias liberais não era irreversível e a posição de judeus em muitas sociedades da Europa Central e do Leste realmente se deteriorou.
Os judeus sofreram severamente na Guerra Polonesa-Soviética e na Guerra Civil Russa. Apesar de as mortes serem pouca coisa se comparadas com o derramamento de sangue da I Guerra Mundial que se seguiu, os pogrom de 1918-1920 realmente fariam os pogrom dos anos 1880 e 1900 parecerem de pequena monta.
"Os primeiros grandes pogrom aconteceram em Zhitomir e Berdichev, velhos centros judaicos", Walter LaQueur escreveu em seu A History of Zionism (Uma História do Sionismo),
| “ | de onde se espalharam para Proskurov (onde 1 500 judeus foram mortos) e arredores. Ao todo, por volta de 15 000 judeus foram mortos nesses ataques e muitos mais feridos. Muitas propriedades dos judeus foram destruídas. O número de mortes foi muito maior do que nos progroms pré-guerra. A vida humana havia se tornado sem valor após 1914, e enquanto que a morte de algumas dúzias de vítimas em Kishinev causou uma onda de protestos no mundo civilizado, o assassinato de milhares 1919–1920 não causou qualquer movimentação. | ” |

Ao passo que os pogrom após a morte de Alexandre II e os pogrom de Kishinev causaram Aliás em massa, também o fizeram os pogrom da guerra civil russa. Dezenas de milhares de judeus russos imigraram para a Palestina no começo dos anos 1920, em uma onda chamada de "Terceira Aliá".
Após a consolidação de poder bolchevique, os judeus da Rússia e da Ucrânia foram assegurados de sua integridade física, apesar de nenhum deles poder emigrar. No resto dos anos 1920, judeus emigrantes para a Palestina viriam de todo o resto da Europa Central e Oriental, sendo essa a origem de grande parte do judeus da "Quarta Aliá". Esses emigrantes da Terceira e Quarta Aliá de fato fariam mais pelo crescimento do movimento kibutz do que os imigrantes de grupos prévios.
Os três milhões de judeus da Polônia sofreram como resultado de boicotes em massa de seus negócios, como exemplo o número de judeus praticando medicina e direito foi deliberadamente reduzido pelas entidades oficiais. Em 1930, antes que a Grande Depressão tivesse sequer chegado, um terço da comunidade judaica da Polônia era incapaz de pagar impostos específicos para a comunidade judaica. O governo polonês geralmente mantinha a justiça e a ordem, mas mesmo assim havia muitos pogrom.
Os romenos judeus também eram vítimas de intenso antissemitismo. Os judeus eram retirados de muitas ocupações e grupos formados nesse país, como a Liga de Defesa Cristã Nacional e a Guarda de Ferro, tinham como objetivos a expulsão de todos os judeus.
Em outros países, o antissemitismo institucional não foi tão alijante quanto foi na Polônia ou Romênia, apesar de haver um generalizado e virulento antissemitismo.
Parcialmente baseado nos movimentos juvenis alemães e nos Escoteiros, movimentos juvenis sionistas judaicos floresceram nos anos 1920 em virtualmente todas as nações europeias. Movimentos juvenis vieram em cada sombra do espectro político. Havia movimentos direitistas como o Betar e movimentos religiosos como o Bachad, mas a maioria desses movimentos juvenis sionistas eram socialistas como Dror, Brit Haolim, Kadima, Habonim e Wekleute. Dos movimentos juvenis esquerdistas o mais significante na história dos kibutzim foi o marxista Hashomer Hatzair e o Habonim Dror. Nos anos 1920 os movimentos juvenis com orientação de esquerda tornar-se-iam alimentadores dos kibutzim.
Em contraste com aqueles que vieram como parte da Segunda Aliá, esses membros de grupos juvenis tinham algum treinamento em agricultura antes de embarcarem. Ao contrário dos membros da Segunda e da Terceira Aliá, esses também tinham menos chance de serem russos, uma vez que a emigração da Rússia estava bloqueada após a Revolução Russa de 1917. Os judeus europeus que se assentaram em kibutzim entre as Guerras Mundiais eram de outros países na Europa Oriental, incluindo a Alemanha. Finalmente, os membros da Terceira Aliá estavam à esquerda dos fundadores de Degania, e acreditavam que o voluntarismo socialista poderia funcionar para qualquer um. Se consideravam um movimento vanguardista que inspiraria o resto do mundo.
Degania, nos anos 1910, parece ter confinado suas discussões para assuntos práticos, mas as conversações da próxima geração nos anos 1920 e 30 eram discussões abertas do cosmos. Ao invés de haver reuniões em uma sala de jantar, reuniões aconteciam ao redor de fogueiras. Ao invés de começar uma reunião com uma leitura de minutos, uma reunião começaria com uma dança grupal. Relembrando sua juventude em um kibutz às margens do Mar da Galileia, uma mulher recordou "Ó, que lindo que era quando todos participávamos das discussões, [eram] noites de busca de um pelo outro - é assim que chamo aquelas noites santificadas. Durante os momentos de silêncio, me parecia que de cada coração uma faísca saltaria, e as faíscas se uniriam em uma grande chama penetrando os céus... Ao centro de nosso acampamento uma fogueira queima, e sob o peso da Hora a terra geme um gemido rítmico, acompanhado por músicas excitantes." (Gavron, 45)
Os kibutzim fundados nos anos 1920 tinham a tendência de serem maiores que os kibutzim como Degania que foram fundados antes da I Guerra Mundial. Degania tinha doze membros em sua fundação. Ein Harod, fundado apenas dez anos depois, começou com 215 membros.
Concomitantemente, os kibutzim cresceram e floresceram nos anos 1920. Em 1922, eram meros 700 indivíduos vivendo em kibutzim na Palestina. Em 1927, a população do kibutz estava se aproximando dos 4 000. Ao final da II Guerra Mundial a população de kibutz era de 25 000, cinco por cento de toda a população da yishuv.
O crescimento dos kibutzim permitiu ao movimento diversificar-se em diferente facções, apesar de as diferenças entre os kibutzim serem sempre menores do que suas similaridades. Em 1927, alguns novos kibutzim fundados pelo HaShomer Hatzair uniram-se para formar uma associação de alcance nacional, Kibutz Artzi. Por décadas, Kibutz Artzi seria a esquerda dos kibutzim. Em 1936, a Federação do Kibutz Artzi fundou seu próprio partido político chamado a Liga Socialista da Palestina mas popularmente conhecida como Hashomer Hatzair. Fundiu-se com outro partido de esquerda para se tornar Mapam(o atual Meretz) tão logo que o Estado de Israel ter-se estabelecido.
Os kibutzim da Artzi eram mais devotados à igualdade dos sexos que outros kibutzim. Uma mulher de um kibutz da era dos anos 1920, 1930 chamaria seu marido ishi — "Meu homem" — ao invés da palavra usual hebraica, ba'ali, que, literalmente, significa "Meu mestre".
Em 1928, o kibutz Degania e outros pequenos kibutzim formaram juntos o grupo chamado "Chever Hakvutzot", a "Associação de Kvutzot". Os kibutzim do Kvutzot deliberadamente ficaram abaixo de 200 em população. Eles acreditavam que para a vida coletiva funcionar, os grupos deveriam ser pequenos e íntimos, ou então a confiança entre os membros seria perdida. Os kibutzim do Kvutzot também abriram mão de afiliações com movimentos juvenis na Europa.
A corrente principal do movimento kibutz ficou conhecida simplesmente como "Kibutz Unido", ou "Kibutz Hameuhad". Kibutz Hameuhad acusou Artzi e o Kvutzot de elitismo. Hameuhad criticaram Artzi por pensar em si mesmo como uma elite socialista, e eles criticaram o Kvutzot por permanecerem pequenos. Os kibutzim do Hameuhad abrigaram quantos membros podiam. Givat Brenner, consequentemente, chegou a ter mais de 1 500 membros.
Também havia diferenças na religião. Os kibutzim do Kibutz Artzi eram seculares, mesmo firmemente ateus, orgulhosamente tentando ser "monastérios sem Deus". A maioria dos kibutzim da corrente principal também desdenhavam o Judaísmo Ortodoxo de seus pais, mas eles queriam que suas novas comunidades tivessem características judaicas mesmo assim. As noites de Sexta-feira ainda eram Shabat, com um pano de mesa branco e comida de qualidade, e trabalho não era feito aos sábados se pudesse ser evitado. Mais tarde, alguns kibutzim adotaram o Yom Kipur como o dia para discutir receios em relação ao futuro do kibutz. Os kibutzim também tinham bar mitzvá coletivos para suas crianças.
Embora os kibutzniks não rezassem diversas vezes ao dia, marcavam festividades como Shavuot, Sucot e Pessach com danças, banquetes e celebrações. Um feriado judaico, Tu B'shvat, o "aniversário das árvores" era substancialmente revivido por kibutzim. Em todos eles, feriados com algum componente natural, como Pessach e Sucot, eram os mais importantes para os kibutzim.
O movimento kibutz desenvolveu uma facção ultrarreligiosa tardiamente em sua história, um grupo hoje chamado kibutz Dati. O primeiro kibutz religioso foi Ein Tzurim, fundado em 1946. Ein Tzurim era localizado primeiro próximo a Safed, depois próximo a Hebrom, no que agora é chamado de Cisjordânia, e por fim no Negueve. Kibutzim religiosos  eram e são igualmente coletivistas, tal como os kibutzim seculares. Alguns kibutzim religiosos agora se identificam com o "hassidismo hippie" de rabinos como Shlomo Carlebach.

## Oskibutzimna construção do estado israelense
No período Otomano, a principal preocupação dos Kibutzim era a violência criminal e não a violência política. Dado o pequeno número de judeus no país naquela época, a hostilidade árabe era residual, situação que se alterou após a Declaração de Balfour. Esta originou uma nova onda de judeus em direcção à Palestina, o que desequilibrou o balanço demográfico da região originando protestos sangrentos antijudaicos em Jerusalém em 1921 e em Hebron em 1929. No final dos anos 1930, a violência árabe-judaica tornou-se permanente, levando a que esse período fosse chamado de "Época do Grande Levante" na historiografia palestina.
Durante o Grande Levante, os kibutzim começaram a assumir um papel militar mais previdente do que tinham anteriormente. Armas foram compradas ou fabricadas e mais membros de kibutz executavam manobras e exercícios militares para além de praticarem tiro. Yigal Allon, um soldado israelense e político explicou o papel dos kibutzim nas atividades militares da yishuv.
| “ | O planejamento de desenvolvimento de assentamentos sionistas pioneiros foram desde o início pelo menos parcialmente determinados por necessidades político-estratégicas. A escolha da localização do assentamento, por exemplo, era influenciada não apenas por considerações de viabilidade econômica mas também e sobretudo pelas necessidades de defesa local, estratégia de assentamento global, e pelo papel que tais blocos de assentamento poderiam desempenhar em algum futuro, talvez decisivo em qualquer confronto. Dessa forma, terra era comprada, ou muitas vezes melhorada, em partes remotas do país. | ” |

Os kibutzim também ajudaram a definir as fronteiras do futuro estado de Israel. No final dos anos 1930, quando a Palestina estava prestes a ser dividida entre árabes e judeus, foram criados kibutzim em locais remotos para aumentar as chances da terra ser incorporada a Israel e não a um estado palestino.  Muitos deles foram feitos literalmente da noite para o dia. Em 1946, um dia depois do Yom Kipur, doze novos kibutzim precários foram feitos às pressas no norte do Deserto de Negueve para reclamar essa área seca, mas estratégica, para Israel.
Nem todos os habitantes dos kibutzim procuraram expandir o território do futuro estado judeu. A facção esquerdista e marxista do movimento Kibutz, Kibutz Artzi, foi a última grande força entre os yishuv a favor de um estado binacional, e contra a divisão. O Kibbutz Artzi, entretanto, ainda queria a livre imigração judaica, à qual os árabes se opunham.
Considera-se que os membros kibutzianos - os kibutzniks - lutaram bravamente na Guerra Árabe-Israeli de 1948, emergindo do conflito com ainda mais prestígio, no nascente Estado de Israel. Membros do Kibutz Degania foram fundamentais em brecar o avanço de tanques da Síria para dentro da Galileia com bombas de gasolina caseiras. Outro kibutz, Maagan Michael, produziram as balas para as metralhadoras Stern que venceram a guerra. Mais tarde, a fábrica de munição clandestina de Maagan Michael foi separada do kibutz e evoluiu para tornar-se a TAAS (Indústria Militar Israelense).

### Oskibutzimem um Israel independente
O estabelecimento de Israel e uma onda de refugiados judeus vindos da Europa e do mundo muçulmano apresentaram desafios e oportunidades para os kibutzim. A onda de imigrantes deu aos kibutzim uma oportunidade de se expandirem através de novos membros e com mão de obra barata, mas também significava que os kibutzim ashkenazi teriam que se adaptar aos judeus cujas raízes eram muito diferentes das suas.

## Sobre

### Ideologia do movimentokibutz
Os membros da Primeira Aliá eram religiosos, mas os membros da Segunda Aliá, dos quais os fundadores de Degania eram uma pequena subseção, não eram. Apesar de que estavam se assentando na terra da Bíblia, esses jovens eram o tipo que frequentava a sinagoga. Em suas mentes, o judaísmo ortodoxo era um empecilho ao povo judeu. O espiritualismo dos pioneiros do movimento kibutz consistiam de sentimentos místicos sobre trabalho judaico, articulados por sionistas como Berl Katznelson, que disse, "onde quer que o trabalhador judeu vai, a divina presença vai com ele." (Segev, 55)
Em adição à redenção da nação judaica através do trabalho, também havia um elemento de redenção de Eretz Yisrael, Palestina, na ideologia do kibutz. Na literatura antissionista que circulava pela Europa Oriental, Palestina foi ridicularizada como "dos gepeigerte land"—"o país que morreu". Os membros do kibutz tinham prazer em trazer a terra de volta à vida plantando árvores, drenando pântanos e incontáveis outras atividades que fizeram com que a terra ficasse mais fértil. Quando solicitando doações, os kibutzim e outras atividades de assentamento sionistas apresentavam a si mesmas como "fazendo o deserto florescer".
A maioria dos kibutzim foram realmente fundados em terra livre, mas muitos foram fundados em terra que já eram cultivadas de muito antes. A terra na qual o Degania foi estabelecido havia sido previamente ocupado por fazendeiros árabes, que foram despejados quando a terra foi comprada de donos de terras ausentes por uma agência de assentamento sionista. Nem todos os kibutzim foram fundados em desertos, também: muitos o foram na Galileia, uma região com muitos córregos e nascentes que recebem até quarenta polegadas de chuva por ano.
Membros de um kibutz, ou kibutzniks, como outros participantes no movimento sionista, não predisseram que não haveria conflito entre judeus e árabes sobre a Palestina. A maioria dos sionistas predisse que os árabes estariam agradecidos pelos benefícios econômicos que os judeus trariam. A ala esquerda do movimento kibutz acreditava que os inimigos dos camponeses árabes eram os donos de terra árabes (chamados efendis), não fazendeiros companheiros judeus. Ao final dos anos 1930, a realidade atravessou essas noções de solidariedade de classe os kibutzniks começaram a assumir um papel militar no crescente yishuv (a comunidade judaica na Palestina).
Os primeiros kibutzniks esperaram ser mais que fazendeiros comuns na Palestina. Eles inclusive esperavam mais quem uma pátria judaica lá: eles queria criar um novo tipo de sociedade onde não haveria exploração de ninguém e onde todos seriam iguais. Os primeiros kibutzniks queriam ser tanto livres de trabalhar para outros quanto da exploração de trabalho contratado. Assim, nasceu a ideia de que judeus se juntariam, administrando sua propriedade em comum, "de cada um, de acordo com sua habilidade, para cada um, de acordo com suas necessidades."
Os membros do kibutz não eram marxistas ortodoxos. Marxistas não acreditavam em nações, e kibutzniks, como sionistas, claramente sim. Marxistas tradicionais eram hostis ao sionismo, mesmo suas manifestações comunistas. Em sequência ao Complô dos médicos e a denúncia de 1956 das atrocidades de Stalin por Nikita Khrushechev em seu Discurso Secreto, muitos dos comunistas linha-dura de kibutzim remanescentes rejeitaram o comunismo. Contudo, até os dias de hoje, muitos kibutzim permanecem um foco de resistência de ideologia de esquerda entre os judeus de Israel.
Ainda que os próprios kibbutzniks tenham praticado o comunismo, eles não acreditam que o mesmo funcionaria para todas as pessoas. Os partidos políticos do Kibbutz nunca pregaram a abolição da propriedade privada. Kibbutzniks viam os kibbutzim como empresas coletivas dentro de um sistema capitalista. Além disso, kibbutzim são democráticos, conduzindo eleições periódicas para os cargos no Kibbutz, sendo governados democraticamente e participando de maneira ativa nas eleições nacionais. Kibbutzniks, no geral, acreditam no processo político democrático e nunca pregaram uma "ditadura do proletariado".
Deve ser notado que os kibutzim não eram as únicas empreitadas comunais em Israel. Israel pré-estado também viu o desenvolvimento de vilas comunais chamadas moshavim (singular: moshav). Em um moshav, comercialização e grandes compras agrícolas eram feitas coletivamente, mas as vidas pessoais eram inteiramente privadas. Apesar de menos famosos que os kibutzim, moshavim sempre foram mais numerosos e populares que kibutzim.

### Vida dosKibutzikim
O princípio de igualdade era levado extremamente a sério até o final da década de 1970.
Os Kibutzniks, individualmente, não possuíam animais, ferramentas ou mesmo roupas. As prendas e os proveitos recebidos do exterior eram entregues à Tesouraria da Comunidade. Se um membro do Kibutz recebesse uma prenda numa qualquer ida ao exterior, como por exemplo a visita a um familiar dentista ou um passeio custeado por um parente, haveria uma discussão nos encontros ao serão acerca da propriedade da prenda ou do acto de aceitá-la.
A chegada de crianças a um kibutz recém-criado apresentava alguns problemas. Se tudo era partilhado igualmente pelos Kibutzniks, quem ficaria responsável pelas crianças? A resposta a esta questão era dada atribuindo a responsabilidade das crianças a todos, ao ponto das mães amamentarem crianças que não eram suas. Em geral, a chegada de crianças aos kibutzim era uma experiência inesquecível.
| “ | Quando vimos nossas primeiras crianças no quintal, se batendo, ou agarrando os brinquedos apenas para si mesmas, éramos tomados de ansiedade. Isso significava que mesmo uma educação em uma vida comunal não poderia evitar essas tendências egoístas? A utopia da nossa concepção social inicial era destruída aos poucos. | ” |

Ainda mais que os kibutzim sempre tiveram uma taxa de natalidade muito baixa.
Na década de 1920, os kibutzim começaram a prática de criar as crianças comunalmente longe de seus pais em comunidades especiais chamadas "Sociedades das Crianças" (Mossad Hinuchi). A teoria era que enfermeiras treinadas e professores seriam melhores provedores de cuidados que pais amadores. Crianças e parentes teriam melhor relações de acordo com as Sociedades das Crianças, uma vez que os pais não teriam que ser disciplinadores, e não haveria um Complexo de Édipo. Também se esperava que criar as crianças longe de seus pais libertaria as mães de sua "tragédia biológica".  Ao invés de gastar horas por dia criando filhos, as mulheres poderiam então estar livres para trabalhar ou aproveitar o lazer.
Há muito o que se falar sobre o papel das mulheres nos kibutzim. No início havia sempre mais homens que mulheres nos kibutzim, então naturalmente os kibutzim tendiam a ser um lugar dominado pelos homens. Memórias da vida do início do kibutz tendem a mostrar mulheres kibutniks desesperadas para realizar o mesmo tipo de papel que os homens do kibutz, de escavar em pedras a plantar árvores. Em Degania, pelo menos, parece que os homens queriam que as mulheres continuassem a realizar papéis femininos tradicionais, como cozinhar, costurar e limpar.
Com o tempo, os homens do kibutz cederam e permitiram, mesmo esperaram, que as mulheres tivessem os mesmos papéis que os homens, incluindo segurança. O desejo de libertar as mulheres de deveres maternais tradicionais são outro apoio ideológico do sistema de Sociedade das Crianças. Interessantemente, mulheres nascidas em kibutz eram muito menos relutantes para realizar papéis tradicionais femininos. Foi a geração de mulheres nascidas que finalmente encerrou as Sociedades das Crianças. Também, apesar de haver uma "masculinização das mulheres", não havia uma feminilização correspondente dos homens. As mulheres podem ter trabalhado nos campos, mas os homens não cuidaram de crianças.
Vidas sociais aconteciam em comum também, não apenas a propriedade. Como um exemplo, a maioria dos refeitórios de kibutz tinham exclusivamente bancos. Não era apenas uma questão de custo ou conveniência, mas os bancos eram considerados como uma forma de expressar valores comunais. Em alguns kibutzim, maridos e esposas foram desencorajados de sentarem-se juntos, uma vez que o casamento era uma espécie de exclusividade. Em The Kibbutz Community and Nation Building, Paula Rayman relata que o Kibutz Har se recusou a comprar chaleiras para seus membros na década de 1950. Não porque as chaleiras eram caras, era porque os casais tendo suas próprias chaleiras teria significado que as pessoas passariam mais tempo em apartamentos, ao invés do refeitório comunal.
A vida comunal era naturalmente difícil para as pessoas. Cada kibutz via novos membros se desligando após alguns anos. Uma vez que os kibutzniks não tinham conta bancária individual, qualquer compra que não podia ser feita na cantina do kibutz tinha que ser aprovada por um comitê, uma experiência potencialmente humilhante. Os kibutzim também tinham sua parcela de membros que não gostavam de trabalho duro, ou que abusavam da propriedade comum; havia sempre ressentimento contra esses "parasitas". E, finalmente, os kibutzim, como comunidades pequenas e isoladas, tendiam a ser lugares de fofoca.
Apesar de as decisões principais sobre o futuro do kibutz serem feitas por consenso ou por votação, decisões do dia a dia sobre onde as pessoas trabalhariam eram feitas por líderes eleitos. Usualmente, os kibutzniks sabiam de suas obrigações lendo uma folha de obrigações.
As memórias dos kibutzim da era pioneira relatam que as reuniões do kibutz eram discussões acaloradas ou filosóficas de livre-pensamento. Observadores dos kibutzim dos anos 1950 e 1960 relatam que as reuniões de kibutz eram parecidas com as de negócios e pouco frequentadas.
Os kibutzim tentaram fazer um rodízio de pessoas em diferentes trabalhos. Uma semana, a pessoa poderia trabalhar com plantação, na semana seguinte com gado, a semana seguinte na fábrica do kibutz, na semana seguinte na lavandaria. Mesmo os diretores teriam de trabalhar em serviços braçais. A rotação era boa no sentido de que todos dividiam todos os tipos de trabalho, mas era nocivo no sentido de impedir que as pessoas se especializassem.
As Sociedades das Crianças era uma das características da vida do kibutz que mais interessava aos forasteiros. Nos bons tempos das Sociedades das Crianças, os pais passavam duas horas por dia, tipicamente à tarde, com suas crianças. No Kibutz Artzi, os pais eram explicitamente proibidos de colocar seus filhos na cama à noite. Quando as crianças cresciam, os pais iriam algumas vezes passar dias sem ver seu rebento, exceto por encontros casuais nos territórios do kibutz.
Algumas crianças que passaram pelas Sociedades das Crianças disseram ter amado a experiência, outros são ambivalentes, mas um grupo vocal diz que crescer sem seus pais foi muito difícil. Anos depois, um membro do kibutz descreveu sua infância em uma Sociedade das Crianças:
| “ | Permitidos de amamentar a cada quatro horas, deixados a chorar e desenvolver nossos pulmões, crescemos sem a segurança básica necessária para sobrevivência. Sentando no penico em intervalos regulares junto a outras crianças fazendo o mesmo, fomos educados a ser o mesmo; mas nós éramos, para tudo isso, diferentes. À noite, os adultos saíam e desligavam todas as luzes. Você sabia que molharia a cama porque é muito assustador ir ao lavatório. | ” |

Aversão ao sexo não era parte da ideologia do kibutz: na verdade, meninos e meninas na juventude não eram segregados à noite nas Sociedades das Crianças, ainda que muitos visitantes de kibutzim ficassem impressionados em quão conservadoras as comunidades tendiam a ser. Em Children of the Dream, Bruno Bettelheim citou um amigo de kibutz: "em um momento quando as garotas norte-americanas se maquilhavam, e tentavam se exibir o máximo possível sexualmente, nossas garotas se cobriam e se recusavam a usar roupas que poderiam mostrar seus seios ou de qualquer outra forma que fosse reveladora." As taxas de divórcio de kibutz eram extremamente baixas. (Bettelheim, 243)
Kibbutzim sempre foram locais de muita cultura. Muitos kibbutzniks foram e são escritores, atores ou artistas. Kibbutzim possuem companhias de teatro, corais, orquestras e ligas atléticas. Em 1953, Givat Brenner encenou a peça "Meus Gloriosos Irmãos", sobre a revolta dos macabeus, construindo, como cenário, um vilarejo real sobre uma colina, plantando árvores de verdade e se apresentando para 40 mil pessoas. Como todos os produtos de trabalho do kibbutz na época, todos os atores eram membros do kibbutz, e todos deviam encenar a peça como parte de suas tarefas.

### Aspectos psicológicos
Na era independente de Israel, os kibutzim atraíram o interesse de sociólogos e psicólogos que tentavam responder à pergunta: Quais eram o efeitos de uma vida sendo criado à parte de seus pais?
Dois pesquisadores que escreveram sobre a vida psicológica nos kibutzim foram Melford E. Spiro (1958) e Bruno Bettelheim (1969). Ambos concluíram que uma criação no kibutz levava os indivíduos a terem maior dificuldade em manter compromissos emocionais fortes mais para a frente, como se apaixonar ou formar uma amizade duradoura. Por outro lado, aparentemente eles acham mais fácil ter um grande número de amigos sem grande envolvimento emocional e uma vida social mais ativa.
Bettelheim sugeriu que a falta de propriedade privada foi a causa de falta de emoções em kibutzniks. Escreveu: "em nenhum lugar mais que o kibutz eu me dei conta que o nível de propriedade privada, nas partes mais profundas da mente, se relacionam com emoções privadas. Se uma é ausente, a outra tende a ser ausente também". (Ver primitivismo e comunismo primitivo para uma discussão geral desses conceitos).
Outros pesquisadores chegaram à conclusão que crianças crescendo nessas comunidades hermeticamente fechadas tendiam a ver as outras crianças ao seu redor como irmãos de criação e preferiam procurar pares fora da comunidade alcançavam a maturidade. Alguns teorizam que viver em meio aos outros diariamente virtualmente desde o nascimento produziu uma versão extrema do efeito Westermarck, que subconscientemente diminuiu a atração sexual dos kibutzniks uns pelos outros. Parcialmente como um resultado de não encontrar um par dentro do próprio kibutz, os jovens acabavam, com frequência, abandonando o kibutz quando adultos.
É um objeto de discussão dentro do movimento kibutz se a educação de kibutz teve sucesso em desenvolver os talentos de crianças superdotadas. Muitas crianças crescidas em kibutz relembram e dizem que o sistema comunal castrava a ambição; outros dizem que as crianças brilhantes não eram encorajadas nem um pouco. Bruno Bettelheim previu que a educação de kibutz cairia em mediocridade: "[crianças de kibutz] não serão líderes ou filósofos, não alcançarão nada em ciência ou arte".
A predição de Bettelheim foi certamente errada sobre as crianças que encontrou especificamente no Kibutz Atid. Nos anos 1990, uma jornalista rastreou as crianças que Bettelheim entrevistou nos anos 1960 no que era de fato o Kibutz Ramat Yohanan. O jornalista descobriu que as crianças tinham tido um grande sucesso na academia, negócios, música e exército. "Bettelheim errou feio". (Gavron, 166)

### Okibutze o desenvolvimento das crianças
Apesar de relatos de jornalistas individuais ou repórteres, existe uma grande estrutura de pesquisa empírica lidando com o desenvolvimento das crianças nos kibutzim. Esse tipo de pesquisa tem sido crítica em relação à maneira que as crianças são criadas em um Kibutz.
Em um estudo de 1977, Fox comparou os efeitos da separação vivida por crianças de kibutz quando removidas de suas mães, comparado com a remoção de seus metapelet (aqueles que cuidam das crianças em Kibutzim israelenses são chamados de metapelet). Descobriu que a criança demonstrava perturbação na separação em ambas as situações, mas quando reunidas crianças eram significativamente mais ligadas às suas mães do que ao metapelet. As crianças protestavam em relação a uma separação subsequente de suas mães quando o metapelet era reapresentado a elas. Contudo, as crianças dos kibutzim tinham em comum grande ligação com seus pais se comparado com aquelas que eram mandadas para os internatos, porque em um kibutz a criança passa três horas todos os dias com seus pais.
Em um outro estudo feito por Scharf (2001), o grupo criado em ambiente comunal em kibutzim mostrava menor habilidade em lidar com situações imaginárias de separação do que aquelas que foram criadas com suas famílias. Isso tem implicações maiores para adaptabilidade de laços infantis e consequentemente instituições como os kibutzim.

### A economia dokibutz
Os kibutzim em seus primeiros dias tentaram ser auto-suficientes em todos os produtos agrícolas, dos ovos aos laticínios, das frutas às carnes. Durante a experiência, os kibutzniks descobriram que a auto-suficiência era impossível.
Os kibutzniks também não eram auto-suficientes em se tratando de investimento de capital. Na fundação de um kibutz, quando ele seria aberto em uma terra pertencente ao Fundo Nacional Judaico; para expansão, a maior parte dos kibutzim eram dependentes de subsídios de caridade ou do Estado de Israel. A maioria dos subsídios tomaram forma de empréstimos com baixas taxas de juros ou água com desconto. Em Israel, quando as taxas de juros estavam rotineiramente na casa dos 30 por cento até aos anos 1990 e onde a água é cara, esses presentes vinham certamente de bom tamanho.
Mesmo antes do estabelecimento do Estado de Israel, os kibutzim começaram a passar da agricultura para a manufatura. O Kibutz Degania que, por exemplo, construiu uma fábrica para produzir ferramentas para o corte de diamantes, agora fatura muitos milhões de dólares por ano. O Kibutz Hatzerim tem uma fábrica para equipamentos de irrigação por gotejamento (uma técnica inventada no kibutz). A empresa de Hatzerim, chamada Netafim, é uma corporação multinacional que fatura mais de 300 milhões de dólares dos Estados Unidos por ano. Maagan Michael deixou de fazer balas para armas de fogo para fazer ferramentas médicas e plástico. Os empreendimentos de Maagan Michael fazem mais de 100 milhões de dólares por ano. Uma grande onda de industrialização de kibutz aconteceu na década de 1960 e hoje apenas 15 por cento de membros de kibutz trabalham em agricultura.
Os kibutzim se industrializaram em uma época que os empregos agrícolas não eram suficientes para absorver todos no kibutz. Os kibutzim também se industrializaram devido à pressão do Estado de Israel. Ao longo das décadas de 1950 e 1960, Israel tinha um dos maiores deficit comerciais do mundo, o estado estava desesperado para aumentar suas exportações e se pediu que os kibutzim fizessem sua parte.
A contratação de trabalhadores temporários sempre foi um ponto de controvérsia no movimento kibutz. Durante a época da colheita, quando mãos eram necessárias, a contratação de alguém era permitida? A maioria dos kibutzim se comprometeram com exigências práticas e começaram a prática de contratar pessoas fora dos kibutzim quando o trabalho estava na época de pico.
Empregar não judeus era especialmente polêmico. Os fundadores do movimento kibutz queriam redimir a nação judaica através do trabalho, e contratar não judeus para fazer o serviço pesado não seria consistente com essa ideia. Na década de 1910, o Kibutz Degania em vão procurou por pedreiros para construir suas casas. Apenas quando eles não poderiam encontrar pedreiros dispostos a enfrentar a malária de seus locais eles contratavam árabes.
Hoje, os kibutzim mudaram dramaticamente. Apenas 38 por cento de funcionários de kibutz são membros do kibutz. Nos anos 1970, os kibutzim frequentemente contrataram palestinos. Atualmente, tailandeses substituíram os palestinos como mão de obra braçal não judia nos kibutzim. Eles são onipresentes em várias áreas de serviço e em fábricas.
Do mesmo modo que os kibutzim se converteram para a manufatura nos anos 1960, estão se convertendo para o turismo e serviços hoje.
O Kibutz Hatzerim inclusive tem um escritório de advocacia. Virtualmente todos os kibutz têm quartos de hóspedes para aluguer. Alguns desses quartos são espartanos e são direcionados para estudantes que viajam, mas o kibutz Kiryat Anavim tem um hotel de luxo com vista. Muitos kibutzim, como o Kibutz Lotan e Kfar Rupin, operam pacotes de férias para observação de pássaros. Dizem que um visitante europeu pode ver mais pássaros em uma semana em Israel do que ele ou ela veria durante um ano em casa. Não é estranho ao movimento kibutz moderno que os kibutzniks de hoje estejam trabalhando em ocupações que a primeira geração de kibutz condenou.
Ao contrário das previsões da economia clássica, nos kibutzim não faltava empreendedorismo. Muitos kibutzim agressivamente colocavam dinheiro em estruturação de novos negócios, incluindo investimentos na bolsa de valores. Esta festança de empréstimo alcançou o movimento kibutz na década de 1980, forçando os kibutzim a recuar de ideias coletivistas. Hoje, a maior parte dos kibutzim vivem no ponto de equilíbrio, algo em torno de uma dúzia são muito ricos e muitos só perdem dinheiro.
Hoje, muitas pessoas que vivem nos kibutzim têm de trabalhar fora do kibutz. Se espera deles que devolvam uma porcentagem de seu ganho para a coletividade. Um kibutz urbano, o Kibutz Tamuz, não tem empresas; todos os seus membro trabalham no setor fora do kibutz.

## Atualmente

### Declínio do movimentokibutz
Os kibutzim foram gradualmente e estavelmente se tornando menos coletivistas nos últimos vinte anos. Ao invés do princípio de "de cada um de acordo com sua habilidade, para cada um de acordo com sua necessidade", os kibutzim adotaram "de cada um de acordo com suas preferências, para cada um de acordo com suas necessidades".
As primeiras mudanças a serem feitas foram nos utensílios e no refeitório. Quando a eletricidade era "gratuita", os kibutzniks não tinham incentivo para poupar energia. As pessoas deixavam o ar-condicionado ligado constantemente. Nos anos 1980, os kibutzim começaram a medir o uso de energia. Tendo os kibutzniks que pagar pelo uso de energia, requeria que eles de fato tivessem dinheiro pessoal. Assim houve o retorno de contas pessoais.
O refeitório também foi uma das primeiras coisas a mudar. Quando a comida era "gratuita", as pessoas não tinham incentivo para pegar o montante apropriado. Cada refeitório de kibutz terminaria a noite com quantias enormes de comida a mais; geralmente essa comida era dada aos animais. Agora, 75 por cento dos refeitórios de kibutz são pagos conforme o consumo em lanchonetes a la carte.
Os kibutzniks veem seus vizinhos mais que a maioria dos outros israelenses, mas começaram a viver vidas privadas. Muitos refeitórios de kibutz não estão mais abertos para três refeições ao dia. As famílias de kibutz têm aparelhos de DVD e internet assim como outras famílias de israelenses. Atividades coletivas são muito menos frequentes do que eram no passado. Ao invés de discussões que duravam a noite toda sobre questões cósmicas, as reuniões gerais do kibutz são agora marcadas sem uma frequência regular.
Talvez o exemplo mais dramático de como os kibutzim abandonaram o princípio de igualdade é a implementação de salários diferenciados. Um gerente de fábrica agora receberia um montante pessoal maior que um operário de fábrica, ou um trabalhador rural.
Nos anos 1970, praticamente todos os kibutzim abandonaram as Sociedades de Crianças em favor de um núcleo familiar. As razões eram muitas. Alguns kibutzim acreditavam que a vida comunal para a criança levava a problemas psicológicos; alguns diziam que desistir da própria criança era um sacrifício muito grande para os pais. As crianças mesmas disseram que se lembram de estarem com medo à noite no escuro, longe de seus pais.
Apesar de que os kibutzim abandonaram as Sociedades das Crianças, as crianças dos kibutz não crescem como seus pares de fora do kibutz. Muitos kibutzim dão às crianças seu próprio apartamento quando chegam aos dezesseis anos de idade. Outros kibutzim ainda possuem Sociedades das Crianças para jovens que têm mais de doze anos.
Desde o final dos anos 1970, os kibutzim perderam prestígio aos olhos dos israelenses de fora deles. A imagem do kibutznik foi de pioneiro, de autossacrifício, e guardião das fronteiras do estado para uma de consumidor alternativo, idealista e subsidiado.
Existem várias causas para a perda do prestígio. Uma razão é que as populações Mizrahi de Israel e religiosos se tornaram maiores e mais assertivas. Por várias razões, os kibutzim nunca atraíram um grande número de judeus não ashkenazitas. Nos anos 1980, quando virtualmente qualquer outra instituição de Israel estava inteiramente integrada entre Ashkenazim e Mizrahim, os kibutzim permaneceram como bastiões ashkenazitas. Os kibutzim, sendo praticamente todos seculares, também se tornaram menos respeitados enquanto Israel se tornou mais religioso. Nessa época, os kibutzim não tinham a permissão de participar da absorção de judeus etíopes, uma vez que havia o temor de que o secularismo dos kibutzim influenciaria a religiosidade dos imigrantes etíopes.
A industrialização do kibutz nos anos 1960 levou a um aumento no padrão de vida do kibutz, mas essa melhoria no padrão de vida significava um final ao autossacrifício que o israelense normal tanto havia admirado. Em sua campanha de 1977 para primeiro-ministro, Menachem Begin atacou kibutzniks como "milionários com piscinas" e foi premiado com a primeira vitória de todos os tempos da direita.
Finalmente, a necessidade de ajuda financeira do governo feriu a imagem do kibutz. Nos anos 1970 e início dos 1980, Israel experienciou hiperinflação - até 400 por cento ao ano. Durante esse período, os kibutzim emprestaram excessivamente com a expectativa que a inflação eliminaria virtualmente suas dívidas. Quando o governo israelense implementou um programa de austeridade que baixou a inflação para 20 por cento ao ano, os kibutzim foram deixados com bilhões em dívidas que eles não poderiam pagar. O resgate financeiro por parte do governo, bancos e kibutzim lucrativos custou ao movimento kibutz considerável respeito.

### Perspectiva
| Ano  | População | Número de Kibutzim |
| 1910 | 10        | 1                  |
| 1920 | 805       | 12                 |
| 1930 | 3 900     | 29                 |
| 1940 | 26 554    | 82                 |
| 1950 | 66 708    | 214                |
| 1960 | 77 950    | 229                |
| 1970 | 85 110    | 229                |
| 1980 | 111 200   | 255                |
| 1990 | 125 100   | 270                |
| 2001 | 115 500   | 267                |
| 2008 | 120 000   | 273                |

O final da década de 1980 e começo da de 1990 foram uma época má para o movimento kibutz uma vez que a população de kibutz envelheceu e diminuiu, apesar de que ainda houvesse áreas vibrantes no movimento. Naquela época, diversos novos kibutzim foram fundados no Arava, no extremo sul de Israel, próximo a Eilat. Um kibutz de Arava de destaque é o Kibutz Samar, apesar deste kibutz em particular ter sido fundado em 1976.
O Kibutz Samar não se intitulava um kibutz anarquista, mas, na prática, era isso que era. Ao invés de membros serem designados para as várias tarefas, os membros trabalham onde eles sentem que são necessários, sem nenhuma seleção formal. O Kibutz Samar ainda possui um caixa aberta. O Kibutz Samar mantém uma confiança entre membros que é raramente vista em outros kibutzim.
Os kibutzniks não mais esperam transformar o resto de Israel, ou o mundo, em um grande projeto coletivista, mas eles não desistiram de mudar o mundo de maneiras mais específicas. Os kibutzniks são proeminentes no movimento ambiental de Israel. Alguns kibutzim tentam gerar toda sua energia através de células solares. Os kibutzniks também são proeminentes entre os ativistas pela paz de Israel.
No início de 2003, a população dos kibutzim começou a reagir de seu longo declínio. O aumento na população que começou aquele ano continuou até o presente. A maioria dos kibutzim que estão vendo um aumento na população são kibutzim reestruturados.
Enquanto alguns kibutzim perdem dinheiro, os kibutzim são uma parte integrante do aparato defensivo de Israel, particularmente aqueles kibutzim que ficam nas áreas fronteiriças. É provável que o governo de Israel continue a apoiá-los para fins militares assim como por razões políticas e históricas. Os kibutzniks defendem subsídios apontando que todas as nações desenvolvidas subsidiam sua agricultura.

### Legado
Em sua história da Palestina sob o Mandato Britânico, One Palestine, Complete, o pós-sionista Tom Segev escreveu do movimento kibutz:
| “ | O kibutz foi uma criação social original, ainda que sempre um fenômeno marginal. Ao final dos anos 1920 não mais que 4 000 pessoas, crianças incluídas, viveram em algo em torno de trinta kibutzim, e eles somavam meros 2,5 por cento da população judaica da Palestina. O serviço mais importante que os kibutzim forneceram à luta nacional foi militar, não econômica ou social. Eram guardiões da terra sionista, e seus padrões de assentamento iriam a uma grande extensão determinar as fronteiras do país. Os kibutzim também tinham um poderoso efeito na imagem própria sionista. | ” |

A visão de Segev pode ser cínica, mas é correto em dizer que a história de Tel Aviv, na qual, coincidentemente, foi fundada no mesmo ano que Degania, poderia ser muito mais representativo da experiência do yishuv que das histórias dos kibutzim.
Os kibutzim foram criticados por falharem em viver de acordo com seus princípios. A maioria dos kibutzim não são autossuficientes e têm que empregar não membros do kibutz como trabalhadores do campo (ou mais tarde trabalhadores de indústria). O que foi particularmente controverso foi o emprego de mão de obra árabe enquanto excluía deles a possibilidade de unirem-se ao kibutz como membros plenos.
Nas décadas mais recentes, os kibutzim foram criticados por abandonar princípios socialistas e ao invés disso, tentarem ser competitivos no mercado. O kibutz Shamir é proprietário de uma companhia de produtos óticos que é listada na bolsa de valores NASDAQ. Numerosos kibutzim deixaram de cultivar a terra e ao invés disso desenvolveram parte de suas propriedades para fins comerciais e industriais, construindo centros de compras e fábricas em terras do kibutz que servem para empregar não membros do kibutz enquanto o kibutz retém o lucro de aluguel das terras ou vendas. Da mesma forma, kibutzim que não se engajaram nesse tipo de desenvolvimento foram criticados por tornar-se dependentes de subsídios do estado para sobreviver.
Ainda assim, os kibutzniks tiveram um papel na sociedade de yishuv e depois na sociedade israelense, muito além da proporção de sua população. De Moshe Dayan a Ehud Barak, os kibutzniks serviram Israel em posições de liderança. David Ben Gurion viveu a maior parte da sua vida em Tel Aviv, mas o kibutz Sde Boker, no Neguev, foi o seu lar espiritual.
Os kibutzim também contribuíram imensamente para o crescimento do movimento de cultura hebraica. A poeta Rachel se entusiasmou com o cenário de mirantes de vários kibutzim da Galileia nos anos 1920 e 1930. O sonho de kibutz de "fazer o deserto florescer" tornou-se parte do sonho israelense também.
Igualmente, os kibutzim afetaram desproporcionalmente a visão que o resto do mundo tinha de Israel e a imagem que os israelenses tem de seu país. Uma razão pela qual os socialistas apoiaram muito Israel em suas primeiras duas décadas de existência é que os kibutzim representavam o socialismo em sua mais pura forma. Livros e filmes sobre Israel, de The Source de James Michener a Exodus de Leon Uris, todos têm participação de kibutzniks proeminentes. A imagem estereotípica do kibutznik - bronzeado e vestindo um chapéu de sol de brim - tornou-se a imagem estereotípica de todos os israelenses, inclusive sendo usada em propaganda antissionista. No que diz respeito à imagem que os israelenses têm de si mesmos, uma vez, quando perguntado o que proporia para fazer sobre os milhares de israelenses que não tinham comida suficiente para comer, o então primeiro-ministro Ehud Barak propôs que os israelenses simplesmente abrissem a sua dispensa para os famintos, como se Israel fosse um grande kibutz.
Uma vez que ainda há mais de 250 kibutzim em Israel, pode ser prematuro lidar com o legado do movimento kibutz. Contudo, apesar de que possa existir centenas de entidades em Israel que se intitulam kibutzim, o impulso coletivista se foi. Como o maior movimento coletivista secular de todos os tempos, os kibutzim discutivelmente possam provar que o modelo em si é economicamente sustentável, enquanto o fervor ideológico não o é.

### Bibliográficas
- Baratz, Joseph.  A Village by the Jordan:  The Story of Degania. Tel Aviv:  Ichud Habonim, 1956.
- Bettelheim, Bruno.  Children of the Dream.  New York: Macmillan, 1969. ISBN 0743217950
- Dubnow, S.M.  History of the Jews in Russia and Poland.  Philadelphia, Jewish Publication Society of America, 1920. ISBN 1886223114
- Gavron, Daniel.  The Kibbutz:  Awakening from Utopia Rowman & Littlefield, Lanham, 2000.
- LaQueur, Walter.  A History of Zionism.  New York:  MJF Books, 1972. ISBN 0805211497
- Rayman, Paula.  The Kibbutz Community and Nation Building.  Princeton University Press, 1981. ISBN 0691093911
- Segev, Tom.  One Palestine, Complete:  Jews and Arabs under the British Mandate.  Metropolitan Books, 2000. ISBN 0805048480
- Silver-Brody, Vivienne.  Documentors of the Dream:  Pioneer Jewish Photographers in the Land of Israel 1890-1933.  Magnes Press of the Hebrew University, 1998. ISBN 0827606575
- Fox, N. A. (1977) Attachment of Kibbutz Infants to Mother and Metapelet.  Child Development, 48, 1228-1239.
- Scharf M. (2001) A Natural Experiment in Childrearing Ecologies and Adolescents Attachment and Separation Representations; Child Development, January 2001, vol. 72, no. 1, pp. 236–251(16)
- Scher A.; Hershkovitz R.; Harel J.(1998) Maternal Separation Anxiety in Infancy: Precursors and Outcomes; Child Psychiatry and Human Development, 1998, vol. 29, no. 2, pp. 103–111(9)